# Крепэн, Франсуа
Франсуа Крепэн (фр. François Crépin; 30 октября 1830, Рошфор, Валлония — 30 апреля 1903, Брюссель) — бельгийский ботаник.

## Биография
Франсуа Крепэн родился в городе Рошфор 30 октября 1830 года. В 1860 году опубликовал первое издание своего шедевра La Flore de Belgique. Во втором выпуске Франсуа Крепэн впервые разделил Бельгию на несколько фитогеографических регионов. Он был одним из основателей знаменитого Société Royale de Botanique de Belgique (1862). Франсуа Крепэн умер в Брюсселе 30 апреля 1903 года.

## Научная деятельность
Франсуа Крепэн специализировался на окаменелостях и на семенных растениях.

## Публикации
- Manuel de la flore de Belgique ou description des familles et des genres accompagnée de tableaux analytiques destinés à faire parvenir aisément aux noms des espèces suivis du catalogue raisonné des plantes qui croissent spontanément en Belgique, et de celles qui y sont généralement cultivées. 1860, Bruxelles, Librairie Agricole d'Emile Tarlier[4].
- Primitiae monographiae Rosarum. 1869—1882, Gand[4].

## Почести
Род растений Crepinella семейства Аралиевые был назван в его честь.